# Rivignano
Rivignano (friülà Rivignan) és un antic municipi italià, dins de la província d'Udine. L'any 2007 tenia 4.400 habitants. Limitava amb els municipis de Bertiolo, Pocenia, Ronchis, Talmassons, Teor i Varmo.
El 2014 es fa fusionar amb el municipi de Teor creant així el nou municipi de Rivignano Teor, després de la celebració d'un referèndum on la majoria dels habitants van votar favorablement. Actualment és una frazione del nou municipi.

## Administració
| Període | Identitat         | Partit        |
| ------- | ----------------- | ------------- |
| 2004- ? | Paolo Battistutta | Llista cívica |

## Galeria d'imatges

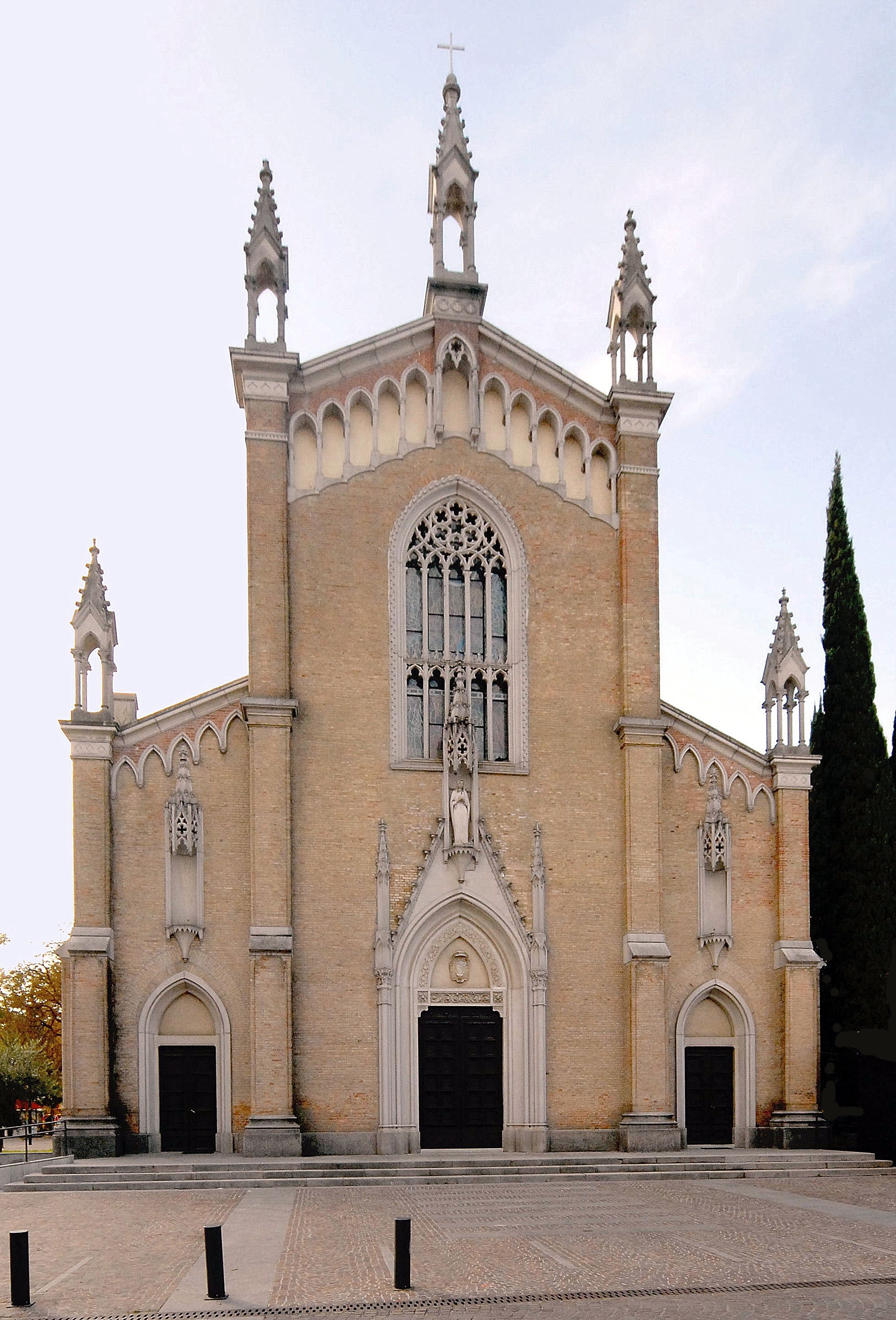
Església parroquial
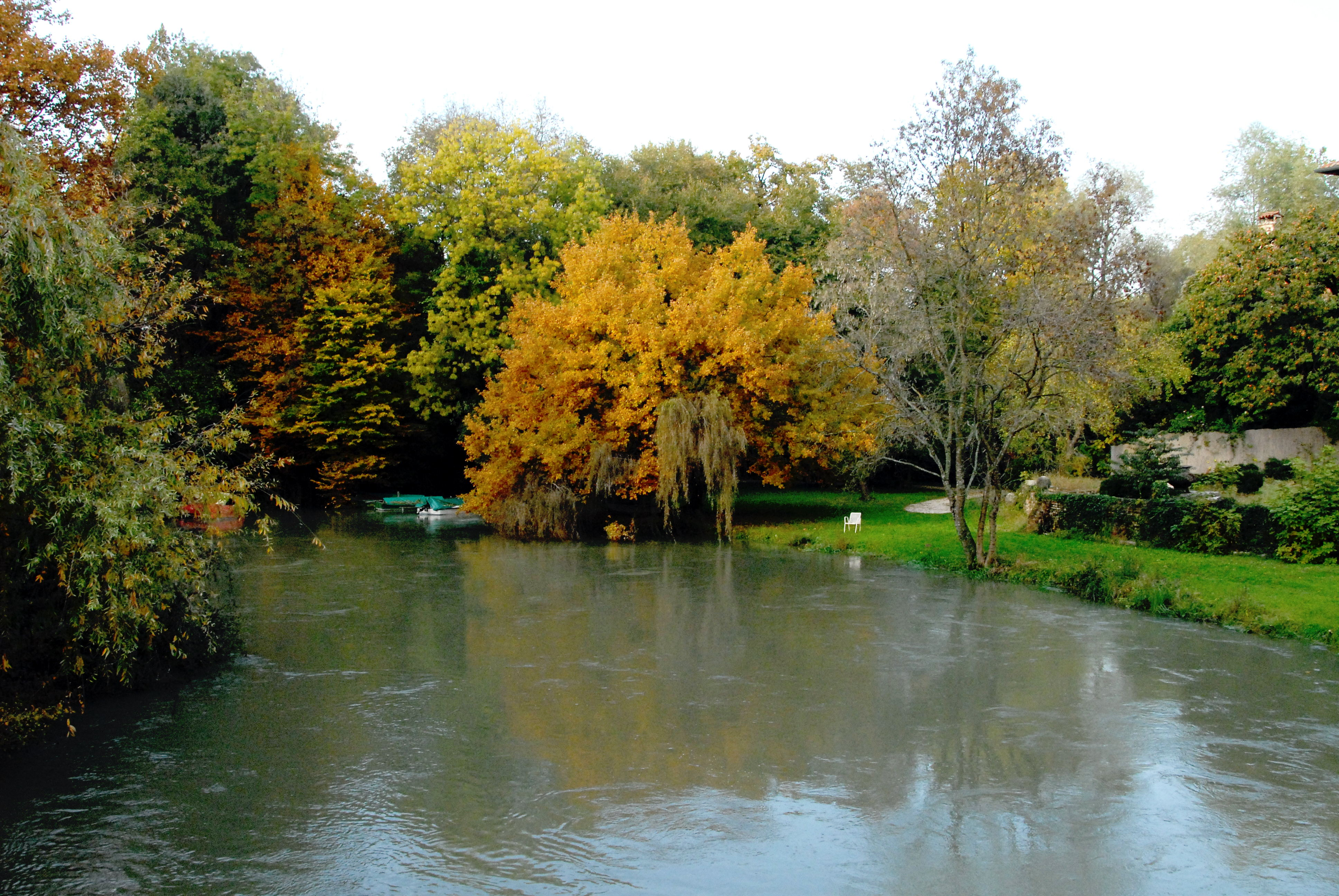
El riu Stella vora Ariis
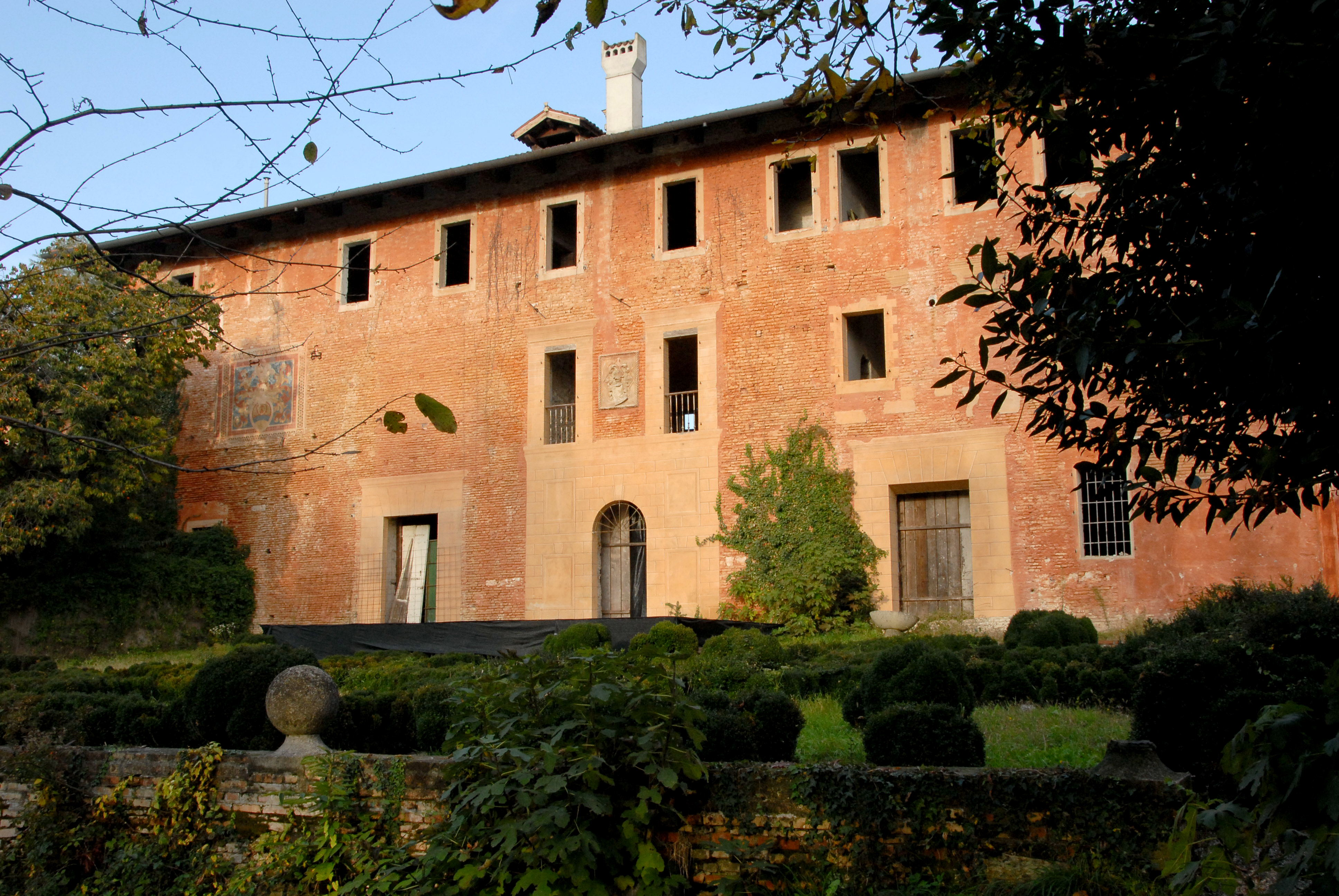
Villa Savorgnan - Ottelio a Ariis